# 人类阴茎尺寸

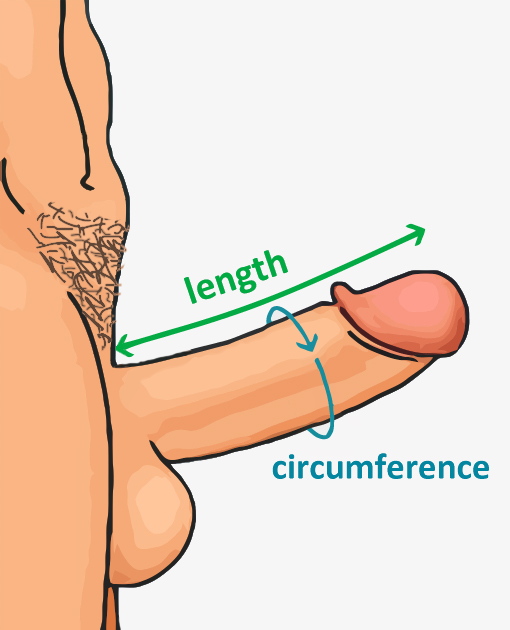
阴茎勃起长度和周径的测量

人类阴茎尺寸指阴茎在疲软或勃起时的长度和周长。阴茎在不同温度、时间、性生活频率、兴奋程度等狀況時会有变化，因此阴茎长度的数据并不統一，疲软长度小于勃起长度。成熟男性的陰莖勃起後約長10公分至16公分（以硬尺在陰莖上方按壓脂肪層，從恥骨計起），勃起後周長約9公分至14公分。勃起长度短于7公分在医学上被认定为小阴茎。
陰莖的大小是因人而異的，沒有一定的標準，與高矮肥瘦及種族並無關係。男性陰莖的發育正如身體其他部份的發育一樣，並沒有一個固定的年齡開始或完結，但一般而言，男性在到達青春期後期（約20歲），陰莖便已完全發育。基因和环境因素决定阴茎的大小，一些激素和影响体内激素浓度的非激素都会影响阴茎的生长。
和其它大型的灵长类动物（如大猩猩）相比，人類雄性的阳具在身体比例和绝对大小方面都是最大的。

## 阴茎的测量
有很多种方法来测量阴茎的长度，并且其中也有着不少的难点。
要测量阴茎的长度，首先，在测量前阴茎必须完全勃起，而在临床条件下却很难做到这一点。一位巴西的医生曾经利用药物的注射来达到阴茎的勃起，从而获得不少新的数据。许多临床医生会利用拉伸疲软状态下的阴茎的办法从而获得阴茎勃起状态下的长度。

## 阴茎尺寸的研究

BJU2015年 阴茎长度调查统计 藍色:勃起 红:常态下

BJU2015年 阴茎周径调查统计 藍色:勃起 红:常态下

在人类阴茎长度方面的研究有很多门类。很多情况下得到的数据在统计学上是不可靠的：因调查男性阴茎长度的研究时，性器较小的男性可能拒绝受测，相较之下較大並引以為豪的男性自然更愿意受测。目前尚不知这种统计偏差在研究中是否被注意到，或是有其他避免办法。
而自测的数据也有很大问题，因为一些人会夸大数据或是无法、不愿测量自己的阴茎。

### 疲软时长度
疲软状态下的阴茎（无病恙）长度是和勃起长度是不成比例的。每个男性在这两种情况下的差别会非常大。因此一个比平均长度短的阴茎可能在勃起时会增长5倍、增粗2倍，而相反的是，一个比平均长度长的阴茎可能在勃起时只能增长1.5倍。
阴茎筋膜和阴囊都属于平滑肌的一部分，提睾肌很少或是不受人体的控制。在特定情况下，平滑肌通常会缩小从而影响到疲软状态下的阴茎长度，而此时阴茎会缩短更多。这种情况通常发生在处于冷空气的环境、心情忧虑焦躁和做运动等情况下。生理学认为寒冷会导致对人体四肢的供血减少，这也就包括外生殖器。还有人认为在紧张或是做运动的情况下，阴茎的收缩能减少对其的伤害。
- Journal of Urology（1996年9月）认为疲软状态下的阴茎长度为8.8公分。（由调查人员测量）[5]

### 牵拉时长度

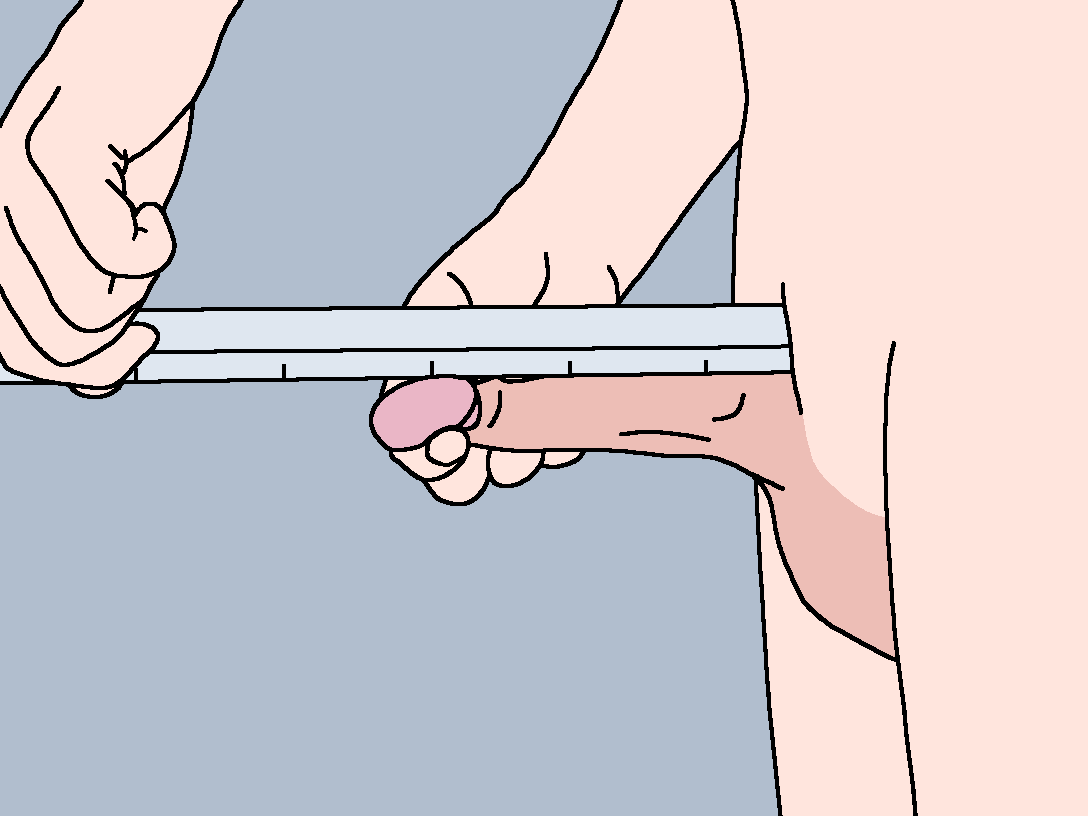
阴茎牵伸长度的测量

牵拉后的长度与勃起的长度基本相同。检查者以拇指和食指握持阴茎冠状沟两侧，在水平位置(阴茎与身体或90°夹角)牵拉阴茎至不能再牵长为止，按压耻骨脂肪以硬尺抵住，测量龟头前端至耻骨联合的距离长度。
- BJU int. 2015年 对高加索人调查 14160例 牵拉长度 13.24±(標準差)1.89cm[1]
- 中华泌尿外科杂志 1992年 中国男性2547例 阴茎牵长度13.34±(標準差)1.20cm 95%正常范围11.0cm～15.7cm 最低8.5cm 最大18.0cm[7]

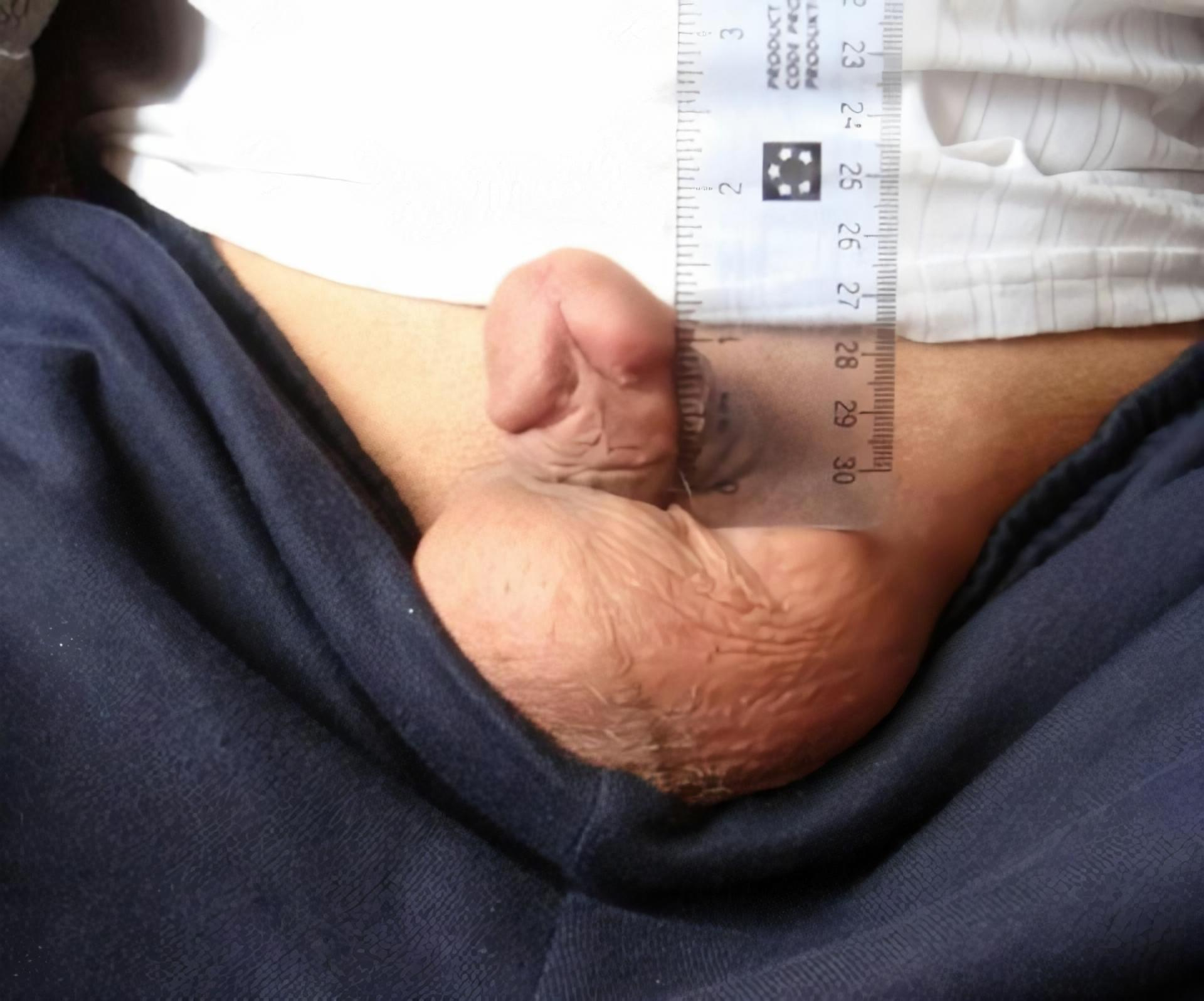
小阴茎的例子（勃起时长度小于 7 厘米）

- 小阴茎的例子（勃起时长度小于 7 厘米）International Journal of Impotence Research 2014年 中国男性5196例 阴茎牵长12.9±(標準差)1.2cm 最短8.0cm 最长17.0cm[8]

### 勃起后的长度
阴茎必须在被测者站立的时候测量，并且阴茎必须和地面保持水平。尽量压低耻骨联合前脂肪。然后沿阴茎的上方从底部一直量到其顶端。从阴茎的下方测量的数据是不准确的。并且在被测者蹲坐或是平躺时测量的数据也是不准确的。
有好几组关于阴茎完全勃起时的长度数据（从阴茎顶部测量到腹股沟处）。这主要是靠被测者自测而得到的数据，其中还包括网上调查到的数据。
- 《Journal of Urology（英语：The_Journal_of_Urology）》（1996年9月）认为阴茎勃起的平均长度为12.9公分。（由调查人员测量）[5]

- International Journal of Importance Research（2000年12月）认为阴茎勃起的平均长度为13.6公分。（由调查人员测量）[9]

- LifeStyles Condoms（英语：LifeStyles_Condoms）于2001年在墨西哥的坎昆测量到的数据为14.9公分，标准偏差为2.1公分。（由调查人员测量）[10]

- Sizesurvey.com通过网络调查得到的数据为16公分[11]。

- Jackinworld.com通过网络调查得到的数据为15.6公分[12]。

- BJU int. 2015年经过对692例高加索人的勃起长度调查后，认为其长度为13.12cm，标准偏差为1.66cm；381例的对象中，平均勃起周径为11.66cm，标准偏差为1.10cm[1]。

- 2014年，International Journal of Impotence Research刊载的一篇对5196名中国成年男性进行的阴茎勃起长度调查报告中表示，其平均勃起长度12.9cm，标准偏差为1.3cm，最短9.1cm，最长16.0cm；勃起周径10.5cm，标准偏差为0.9cm[8]。

### 勃起后的周径
要测量阴茎完全勃起状态下的周径，大多情况下临床会使用一根带子来测量阴茎的长度。然后再把在阴茎三个部位（龟头处、阴茎中段、阴茎根部）测量到的数据取平均值从而得到最后结果。

### 出生时的尺寸
出生时阴茎的拉伸长度在4公分左右，其中90%的新生男婴都在2.4至5.5公分之间。在出生至五岁的这段时间内阴茎会有限度的发育变长，但在五岁至青春期这段时间内阴茎却发育的很慢。在青春期到来之间测量到的数据是6公分，但在五年之后就立即会达到成人的长度。W.A. Schonfeld在1943年发布一组阴茎增长的数据。

### 同性戀陰莖尺寸
加拿大一項研究指出，同性戀及異性戀的生理男性陰莖尺寸確實有差異，結果顯示，同性戀的陰莖比異性戀的要大，並且這項結果來自抽樣誤差的比例極低。
布魯克大學心理學系和社區健康科學系教授安東尼（Anthony F. Bogaert），專注在人類性行為及性取向等相關研究，過去曾發表一項學術論文，探討性取向與陰莖尺寸的關係。研究中抽樣調查4000人後發現，同性戀的陰莖在長度和尺寸上，無論正常垂下或勃起時，都較異性戀的陰莖粗大。
據日本將研究原文所用之單位由英吋轉為公分後的譯本指出，同性戀在勃起時，平均長度達16.41（誤差2.03）公分，而異性戀則為15.6（誤差1.88）公分，差距0.8公分左右。厚度上，同性戀勃起時陰莖較異性戀厚度多約0.38公分。
值得一提的是，一般調查結果的P值若小於0.05，即表示「從統計上來說，這不可能是偶然的」，而這項研究結果強調每項陰莖尺寸差異「P<0.0001」，顯示其調查結果來自於抽樣誤差的比例極低。

## 对阴茎的认知

### 当今

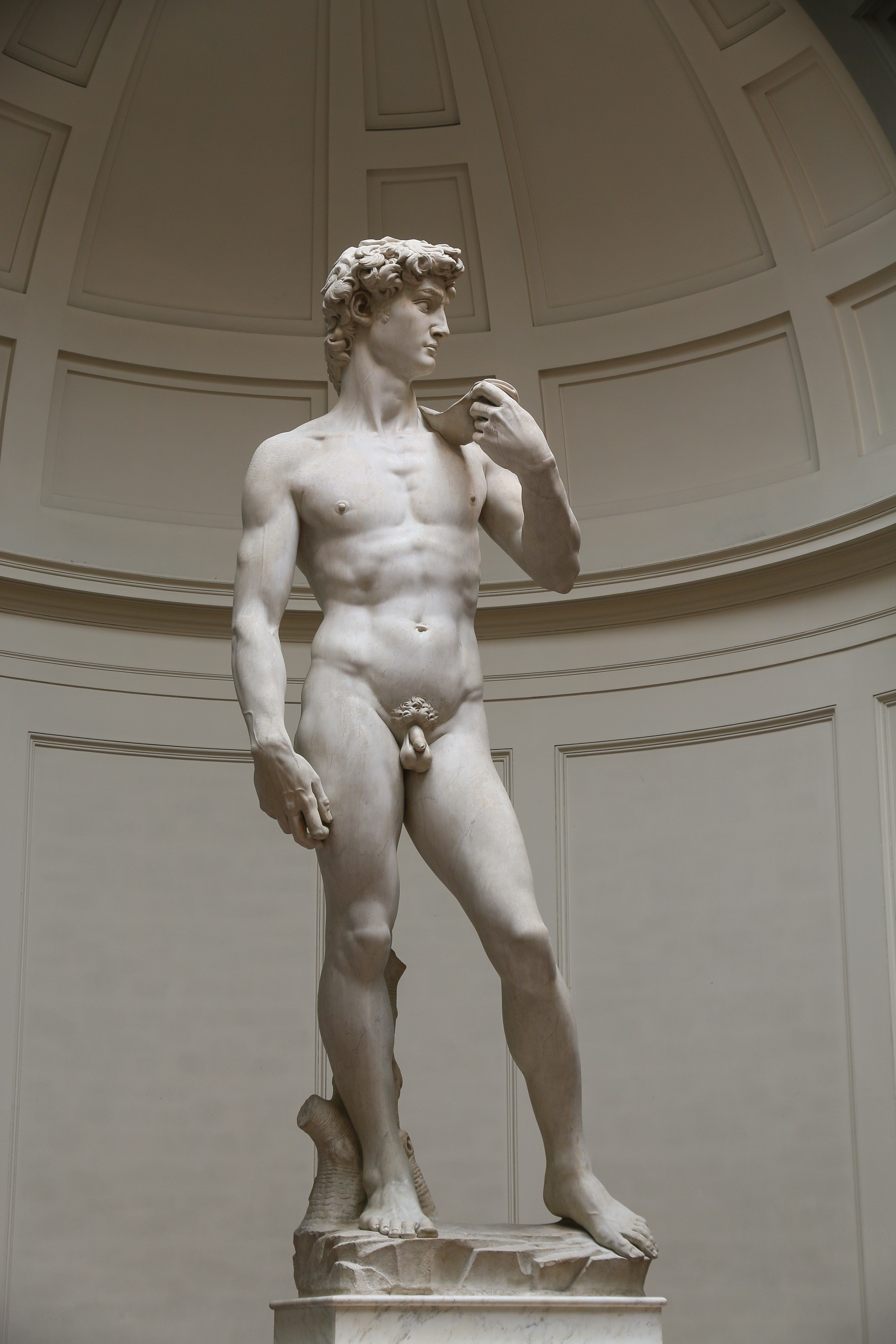
大卫像（米开朗基罗建）

根据2005年洛杉矶的加利福尼亚大学的调查结果，45%的男性愿意他们的阴茎变得更长。84%的被调查者认为他们的阴茎要长于平均值。（这和女人对胸部尺码的认知很相似）
而乌特勒支大学通过调查认为大多数男同性恋都偏爱于大尺码的阴茎，并认为这牵涉到自尊。
一般情况下，男性都会对其他男性的阴茎产生视觉上的误判，因为他们大多都是俯视到其他男性的阴茎，从而引起透视原理上的物体缩短现象。另外，保罗·福塞尔（Paul Fussell）在他的自传里认为，肥胖或是有大肚子的男性的阴茎会部分隐藏在腹部。恥骨处的脂肪堆积会使阴茎看起来较短。
由性學学者调查到的结果显示许多男性认为他们的阴茎没有达到平均长度。性行为学者认为这种忧虑是源自于其他方面的焦虑或是主观上的认知错误。

### 过去

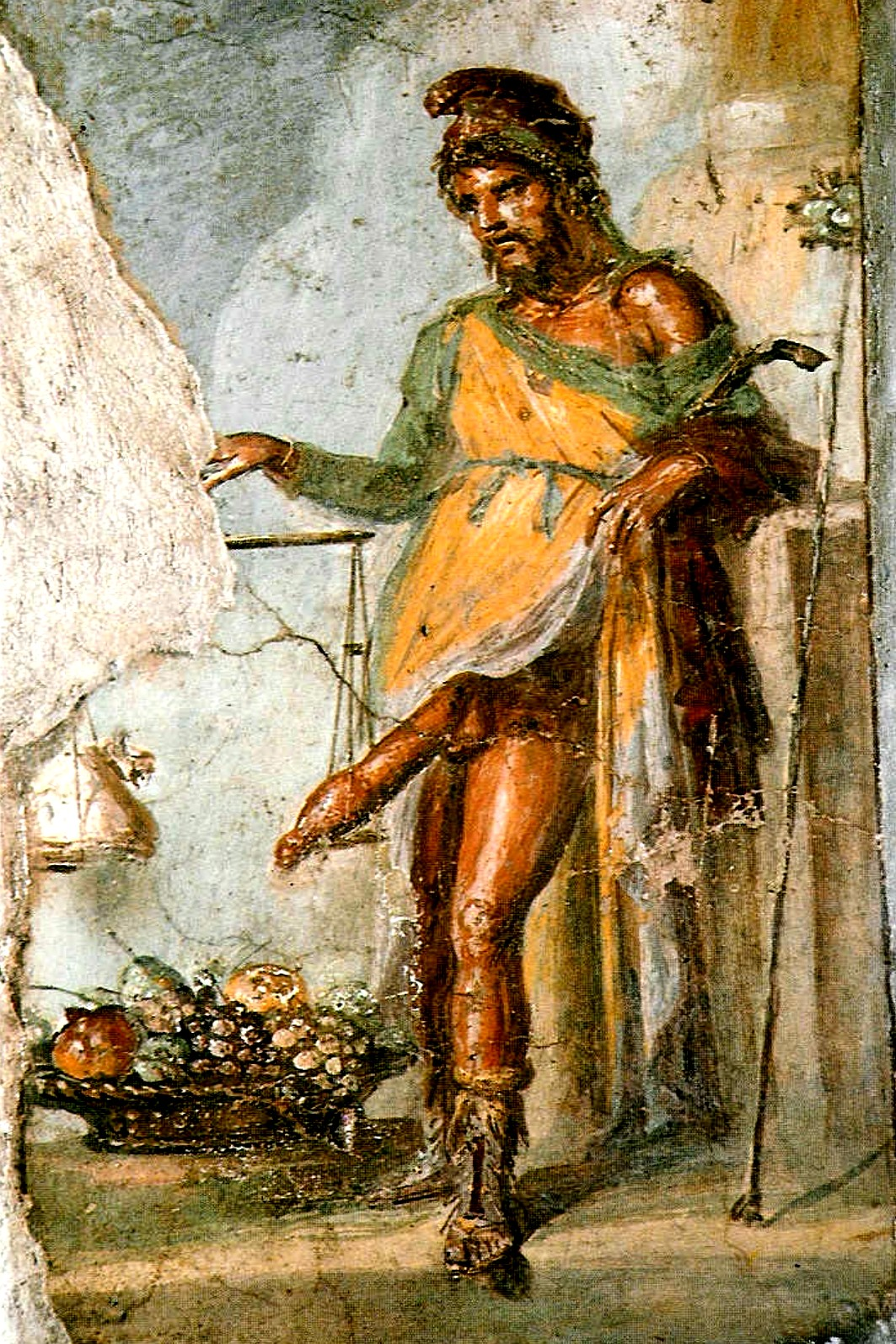
庞贝古城中的希腊生殖之神普里阿普斯的画像。古罗马人对他巨大的性具都非常有羡慕之心。

在古希腊的艺术创作中，人们经常可以看到男性的生殖器比想象的要小。文艺复兴时期的审美观念也是如此，就比如米开朗琪罗的大衛像。这是因为创作者更偏爱小且未受过割礼的阴茎，他们认为大且无包皮覆盖的阴茎在视觉上是很戏剧的。当然这还可能是因为古希腊人偏爱于创作未发育的身体，或是当时的人体模特在寒冷的创作室间阴茎产生了收缩。有些人认为是创作者故意缩小阴茎的尺寸，因为他们认为大尺码的阴茎会贬损艺术本身的价值。还有些人认为那时候男性的平均长度可能就是如此，更加有些人认为大尺码的阴茎只会如同野兽一般。

## 坊间传言、流行文化、大众媒体
有许多传言认为可以从男性的身体特征得知其阴茎的长度，比如：手、脚、鼻或身高等。有一个坊间传言就是认为男性的阴茎长度就等于其拇指和食指成90度夹角时之间的距离（也有人认为这是疲软状态下的阴茎长度）。
关于男性的身体特征与其阴茎的长度的关系，比较可信的解释是阴茎在胚胎时的生长就被某些Hox基因控制着，尤其是HOXA13和HOXD13，正如同它们也控制着四肢的生长一样。Hox基因的突变可以导致生殖器畸形，但近来的一些研究没能找到双脚的尺码和阴茎长度的联系。
即使很多基因都控制着人体身形的生长发育，和幼年或成年时期的激素分泌，但却不太有可能可以从人身体的某些部位推测出阴茎的精确长度。
关于阴茎长度的其他一些研究得出了一些有爭議的结论。如金赛性学报告中就说在数据上男同性戀的阴茎要比异性恋更长。有解释说这是因为在胚胎发育时前者的雄激素分泌得更多。 
近些年，各大媒体上出现越来越多围绕男性阴茎长度的话题，女性也对此越来越不忌讳谈论她们的偏好了。像《欲望都市》和《艾莉的異想世界》等电视剧里就有不少此类话题。诸如有女性角色会抛弃不是太伟岸的男性而选择比较有“天赋”的男性。HBO的《欲望都市》里还有一个女性角色在床上大哭大叫，因为她第一次体验她的男友的阴茎却发现它要短于男人的平均长度，这和她原先所预期估料的截然相反。
这些媒体被批评造成了社会上的“阴茎羡慕心理”。但事实上，色欲都市里还有一个场景还講到了一个角色因为她的男友阴茎太大而非常苦恼，当然对于她男友阴茎的描述用到了非常夸张的字眼，甚至夸大了近乎于不可能的尺码。
有调查表明只有少部分的女性会非常在意男性阴茎的长度，还有一些女性会不喜欢大尺码的阴茎。
最近几年，一些不是太可靠的阴茎增长术有了越来越大的市场。他们的广告也是网络垃圾邮件的主要成分之一。
在台灣，PTT網民常常以「30cm」作為對男性網民開玩笑性質的稱呼。

## 女性偏好
有资料表明女性无论异性恋或是双性恋都只偏好特定尺寸的阴茎。根据2005年UCLA的调查，85%的女性“非常满意”她们男伴的阴茎尺寸。
BMC的女性健康报告认为与其说女性偏好男性的阴茎长度，还不如说男性阴茎的粗细與硬度对她们更重要。
还有研究表明，比如格罗宁根大学医院的报告就对375位有性伴的女性（最近生过小孩）展开调查，结论是：虽然占着少数，但还是有相当比例的女性非常注重男子性器官的尺码的。

## 阴茎与阴道
阴道本身是非常具有弹性的，它可以在妊娠时扩大到10公分的口径，却同样能够塞进一个細小的卫生棉條而不掉落。因此阴道的設計是來給女性能够紧密地适应从大到小尺寸的各种阴茎。当塞入异常大的物体时可能会产生不适感，但是过一段时间，阴道能够与之适应。
根据Louanne Cole Weston（博士、法律顾问、性学临床专家）于2002年5月在WebMD上的报告，对于阴茎－阴道在性交过程中的相互作用问题人们是有一些错误认识的。文化上的影响可能夸大对插入阴道的深度的重要性。
阴道最敏感的部位非常靠近女性身体外部，大约在3-5公分的深度而已。而男性阴茎的长度要长于这一数值，也就是说大多数男性都能轻易地刺激到兴奋神经末梢。
大多女性表明在被大尺寸阴茎插入时有种“满足感”，但她们中却没有多少人感到阴道深处的性奋感。一些人认为小一点的阴茎更能够刺激到G点，可是G点的存在都受到大多数研究人员的质疑。 
一些女性表明能体验到对子宮頸的刺激。她们可能弄错具体部位所在，因为在子宫颈的周围存在好几处器官，所以可能只是间接地刺激到其中器官之一。
有测试表明对子宫颈的压迫可以使阴道快速润滑。
不管男性的阴茎是否能够刺激到子宫颈前端，但是男性都是可以通过一定的性技巧，例如一些有效的体位来减少于阴茎与子宫之间的距离。
大尺码的阴茎（20公分以上）可能会刺激到子宫颈，通常认为这是很难受的。过分深入阴道也可以造成不适感，这可能被误认为是子宫颈处的痛感。因此非常长的阴茎在一些时候不能完全插入。具体的塞入深度既得靠女性的生理构造又得靠女性的兴奋程度或是性技巧的采取。
在性交过程中，阴道的深度可以在刚插入时的10公分迅速加深到14公分，但女性之间的差异会在2.5公分左右。在合适的性奋程度下，阴道至多可以容纳19－23公分的阴茎（当然很多情况下需要长时间的适应）。当女性完全兴奋时，子宫颈会往后收缩，所以大尺码阴茎的插入是不能直接触及到子宫颈的。足够的前戏可以让女性容纳更大尺码的阴茎，但同样有劝告不要因此而忽视大尺码阴茎的负面作用。基本上大尺码的阴茎不会是种障碍，但也不能说它是一种优势。
在调查中女性强调了刺激阴蒂的重要性。差不多有四分之三的女性表明只靠插入阴道的性交很难带来性高潮，而只有7%的女性在这种条件下能常常达到。

## 小阴茎
如果阴茎的长度小于正常值的标准偏差2.5个標準差以上，则在医学上被认为是小阴茎。导致小阴茎的原因主要有：脑垂体生长激素和/或促性腺激素的缺乏、男性荷尔蒙的分泌不足、基因上的病症、一些同源框基因的变化。一些种类的微型阴茎可以在幼年时期补充生长激素或是睾丸酮来加以改善。只進行阴茎延长术对此是没有效果的。
有记录的最小阴茎由牛津大学的生理学-解剖学-基因学系的研究人员所发现。他们在英国的牛津郡找到一个男性（Alfred，音乐创作人员，不到三十岁），其阴茎几乎都难以与阴蒂相辨认。因此在医学界有Alfred是双性人的争论。

## 种族与阴茎长度
种族之间阴茎的长短可能会引起很大的争议，但这些争议是不必要的。医学上对于种族间阴茎尺寸是否有差异的并没有太多的争论。事实上，至今为止未有科学数据表明种族间勃起的阴茎尺寸存在差异。
例如：意大利研究者测量了3300位意大利年轻男性的阴茎尺寸后，发现平均疲软长度为9公分，而平均拉伸长度为12.5公分。此结果发表于European Urology. 2001 Feb;39(2):183-6.
另一份位于奈及利亞的研究则发现，所测量的115位尼日利亚男性平均拉伸长度为13.37公分，中值13公分，范围为7.5－19.5公分。此结果发表于West African J Med. 2006 Jul-Sep;25(3):223-5.。此外一份韩国调查研究表明，所测量的150位男性中，平均疲软长度为8.26公分，勃起为13.42公分。此数据发表于Korean J Urol. 1998 Nov;39(11):1061-1064. Korean.
直到目前仍没有结论性的证据可以证明种族和阴茎尺寸之间的必然联系。所有声称种族间存在明显差异的都因为数据收集过程不够严谨，而被医学界认为是不准确的并不予采纳。种族间尺寸差异的传言与种族间歧视有关，如亚洲人中认为西方尺寸较大的观点则可能与崇洋心理有关。
- 基于解剖学上存在着地区之间的差异，FHI（英语：FHI_360）在三个亚洲国家进行了一系列的调查，发现其标准安全套宽度为4.9－5.2公分之间，而同样的调查在三个非洲国家得到的结果是5.2－5.5公分之间。根据FHI所说，“通过非洲网站的调查，安全套的破损率要略高，安全套的滑落率略低于另者”。从亚州网站上得到的数据则非常不一致。FHI认为，“安全套的破损率和滑落率在亚洲和非洲之间都没有明显的不同。因此关于阴茎长度和使用安全套失败方面的研究仍旧没有结果”[39][40][41]

- 一份英国的调查研究了安全套的使用和生殖健康，调查人员认为“阴茎的尺寸能够导致使用安全套的失败”。300个被访者有281个接受了调查研究，其中有188名西方人、76名黑人、14名東方人。这次跨学科的研究通过使用安全套使用的调查来研究种族因素的课题。这份研究中，18%（14）的非裔，7%（14）的西方人，0%的東方人报告说经常遇到安全套破损的情况。28%（4）的亚裔，20%（15）的非裔，19%（35）的西方人报告说时而遇到安全套破损的情况。而21%（3）的亚裔，8%（6）的非裔，2%（3）的西方人报告说经常遇到安全套滑落的情况。“安全套滑落情况的发生有一个很主要的原因是因为它对阴茎来说太紧了，这很是有悖论性。”这些结果不能被用于证明调查的正确性，取样的范围太小，且被访者回答的真实性都成疑问[42]

- 国际家庭健康组织曾提到，“世界卫生组织引用了三份基于消费心理和阴茎尺寸对安全套使用的影响的报告。这些研究都采用了不同方式测量的结果，例如美国的最大周长取代了泰国的基本周长。金赛报告都是基于非洲人和西方人而得到的结果。总体来看，这些研究显示了在这三个组群里有着明显的阴茎长度差异，同时指出非裔美国人的阴茎平均都要粗些长些，澳大利亚裔和高加索裔的美国人则是中等尺寸，泰国裔则要较细些短些。”WHO的资料指引有了在美国、澳大利亚、泰国的数据，而并不是大范围的种族间的调查[43]

- BBC报道说，印度医学研究院表示“大约60%的印度男性的阴茎比避孕套制造的国际标准要短三至五厘米”[44]。然而，这份研究报告还说，“到2001年在孟买收集到的数据表明60%的被调查者的阴茎的长度介于126－156毫米之间”，所以根据这份报告，大多数的印度男性的阴茎都要小于人类男性的正常值范围。然而，70%的被调查者的身高都位于140－160公分之间。安全套的国际标准尺寸为150－180毫米[45]，这要大于人类男性阴茎的平均值；因此，人类阴茎的长度要短于国际安全套的标准长度，所以说印度男性的阴茎要短于非印度男性是带偏见性的，更可能是有种族歧视观念的[46]

- 2004年10月，香港的一份调查指出，148名東方人志愿者（23－93岁之间）的阴茎在疲软状态下的长度为8.46公分，这要略大于海外相类似的调查结果。联合医院的性学中心主任陳龍威表示，“香港人并不短于西方男人，他们却一直被关注着”。
- 2015年，英國的一份研究指出，15000名十七至九十一歲，分別來自美國、歐洲、非洲及亞洲的男性阴茎，在充血後平均長度為13.12公分，研究亦打破一些傳統觀念，證明阴茎長短並不取決於膚色及種族，亦與腳板大小無關[47]。

## 阴茎尺寸和避孕套的使用
杜蕾丝的安全套研究调查中，共有92对异性恋配偶（女性在18－40岁之间，男性在18－50岁之间）参与调查。在他们每一次性交时，都会记录下他们安全套的使用情况。
法国在对两万人进行的电话调查中，共抽样了4500人，其中731人之前用过安全套，707人提到了使用安全套的难处。
在澳大利亚，186名男性在一项研究中用了3658个安全套，除了别的因素，阴茎尺寸被视为安全套破损（1.34%）或是滑落（2.05%）的一个因素。阴茎的长度并不关联到安全套的滑落，阴茎的周长會關聯到安全套的破损。

## 备注
1. 1 2 3  David Veale. . 2015 June  [2020-09-11]. （原始内容存档于2021-01-20）.
2. ↑  Stang, Jamie and Story, Mary.  (PDF). University of Minnesota: 3.   [2012-11-26]. （原始内容存档 (PDF)于2012-10-24）.
3. ↑  Small, Meredith F., What's Love Got to Do With It? The Evolution of Human Mating, 1995, Anchor Books
4. ↑  .   [2013-11-09]. （原始内容存档于2011-09-24）.
5. 1 2  Wessels, H. . 1996-09-01  [2006-09-14]. （原始内容存档于2019-05-31）.
6. ↑  Alexander Greenstein. . 2019-06-06  [2020-09-11]. （原始内容存档于2020-12-09）.
7. ↑  吴伟成. . 1992.
8. 1 2  Xiaobao Chen. . 2014-04-03  [2020-09-15]. （原始内容存档于2022-04-07）.
9. ↑  Chen, J. . 2000-12-01  [2006-09-23]. （原始内容存档于2019-06-19）.
10. ↑  . March 2001  [2006-07-13]. （原始内容存档于2006-07-01）.
11. ↑  Richard Edwards. . 1998-10-05  [2006-07-13]. （原始内容存档于2021-01-11）.
12. ↑  . 2004年2月  [2006-07-13]. （原始内容存档于2021-02-01）.
13. ↑  . www.afraidtoask.com. 2007-03-02  [2007-03-02]. （原始内容存档于2012-07-23）.
14. ↑  Schonfeld, W. A.  (1943).  Primary and secondary sexual characteristics: 
Study of their development in males from birth through maturity, with 
biometric study of penis and testes. American Journal of Diseases of 
Children, 65, 535.
15. ↑  . Mail&Guardianonline. 2006-02-20  [2006-11-09]. （原始内容存档于2007-05-07）.
16. ↑  . CBC Radio.   [2007-11-13]. （原始内容存档于2015-01-09）.
17. 1 2  Cecil, Adams. . The Straight Dope. 2006-12-09  [2006-08-05]. （原始内容存档于2020-08-13）.
18. ↑  . American Journal of Medical Genetics. 2002-08-27, 112 (3): 256–265  [2006-08-05]. （原始内容存档于2019-06-12）.
19. ↑  Cecil, Adams. . The Straight Dope. 2003-08-26  [2006-08-05]. （原始内容存档于2008-12-16）.
20. ↑  Hershberger S. . Archives of Sexual Behavior (Springer Netherlands). June 1999, 28 (3): 213–221  [2006-08-05]. （原始内容存档于2020-11-12）.
21. ↑  . 三立新聞網. 2016-08-20  [2022-10-05]. （原始内容存档于2022-10-11）.
22. ↑  Mundell, E.J. "Does Size Matter? Most Romantic Partners Say 'No' （页面存档备份，存于）," HealthDay, 27 May, 2005. Retrieved 23 September, 2006.
23. ↑  Eisenman, Russell. "Penis size: Survey of female perceptions of sexual satisfaction （页面存档备份，存于）," BMC Womens Health 1: 1, 8 June 2001.
24. ↑  "What importance do women attribute to the size of the penis? （页面存档备份，存于）"
25. ↑  . 中央社. 2013-04-09  [2013-04-10]. （原始内容存档于2013-04-12）. 渥太華大學（University of Ottawa）博士後研究員毛茲（Brian Mautz）和同事，利用電腦繪出無明顯特徵的男子外型，不同之處只有圖像的身高、體型和性器官長度。接著要求105名澳洲女子打量53張真人大小的類機器人圖案。圖案可以旋轉，讓受試者以不同角度看透透。……研究結果刊在美國「國家科學院學報」（PNAS）
26. ↑  . WebMD. 2002-05-27  [2006-08-04]. （原始内容存档于2008-06-11）.
27. ↑  Gardos, Sandor. . Mens Clinic International. 1999  [2006-08-06]. （原始内容存档于2016-03-04）.
28. ↑  . Discovery Health.   [2006-09-21]. （原始内容存档于2007-01-02）.
29. ↑  . AskMen.com.   [2006-09-22]. （原始内容存档于2020-10-23）.
30. ↑  [https:// ezinearticles.com/?Beyond-the-G-Spot--Secrets-of-the-Female-Human-Body-and-The-U-Spot&id=204693 ] 请检查|url=值 (帮助). ezinearicles.   [2006-11-27].
31. ↑  . TheSite.org.   [2006-08-12]. （原始内容存档于2007-02-21）.
32. ↑  . AskMen.com.   [2006-08-14]. （原始内容存档于2016-03-04）.
33. ↑  Abrams, Rachel. . WedMD. 2005-07-05  [2006-08-06]. （原始内容存档于2019-06-22）.
34. ↑  Adams, Michael V (1996). The multicultural imagination: race, color, and the unconscious. London: Routledge. p. 164. ISBN 041513837X.
35. ↑  LiveScience. June 1, 2007  （页面存档备份，存于）
36. ↑  （页面存档备份，存于） Penile length and circumference: a study on 3,300 y... [Eur Urol. 2001] - PubMed - NCBI
37. ↑  （页面存档备份，存于） Can physique and gluteal size predict... [West Afr J Med. 2006 Jul-Sep] - PubMed - NCBI
38. ↑  .   [2019-05-23]. （原始内容存档于2019-01-28）.
39. ↑  Neupane S, Abeywickrema D, Martinez K;  et al. . 1992  [2007-03-22]. （原始内容存档于2011-09-27）.
40. ↑  Andrada A, Ravelo N, Spruyt A;  et al. . 1993  [2007-03-22]. （原始内容存档于2011-09-27）.
41. ↑  Family Health International. .   [2007-03-22]. （原始内容存档于2011-09-27）.
42. ↑  Tovey SJ, Bonell CP. Condoms: a wider range needed. (letter) BMJ 1993;307:987.
43. ↑  WHO Global Programme on AIDS. Specification and Guidelines for Condom Procurement （页面存档备份，存于）. Appendix VII, Regional or Ethnic Differences in Erect Penis Size. Geneva: WHO, 1995. Cited in
44. ↑  .   [2007-03-22]. （原始内容存档于2021-01-26）.
45. ↑  .   [2013-11-09]. （原始内容存档于2017-02-12）.
46. ↑  .   [2013-11-09]. （原始内容存档于2014-04-13）.
47. ↑  .   [2017-10-17]. （原始内容存档于2017-10-17）.
48. ↑  .   [2007-03-22]. （原始内容存档于2016-03-03）.
49. ↑  .   [2007-03-22]. （原始内容存档于2016-03-23）.
50. ↑  .   [2007-03-22]. （原始内容存档于2017-07-01）.